# مارک جیندراک
مارک جیندراک (انگلیسی: Mark Jindrak؛ زادهٔ ۲۶ ژوئن ۱۹۷۷) کشتی‌گیر کشتی حرفه‌ای اهل ایالات متحده آمریکا است.